# آن هوارد
آن هوارد (بالإنجليزية: Anne Howard)‏ هي ممثلة أمريكية، ولدت في 18 مارس 1925 بشيكاغو في الولايات المتحدة، وتوفيت في 22 أبريل 1991 بلوس أنجلوس في الولايات المتحدة بسبب مرض.

## وصلات خارجية
- آن هوارد على موقع IMDb (الإنجليزية)
- آن هوارد على موقع قاعدة بيانات الفيلم (الإنجليزية)